# Mary Russell Mitford
Mary Russell Mitford (Alresford, Hampshire, 16 de desembre de 1787 - 10 de gener de 1855) fou una escriptora i dramaturga anglesa.
És sobretot coneguda per ser l'autora d'Our Village. Aquesta sèrie d'esbossos d'escenes del poble i personatges vívidament traçades es va basar en la vida a Three Mile Cross, un llogaret de la parròquia de Shinfield, prop de Reading a Berkshire, on vivia.